# Vajasvata
Vajasvata (szlovákul Maslovce) Csenke településrésze Szlovákiában, a Nagyszombati kerületben, a Dunaszerdahelyi járásban. 1960-ig önálló község volt.

## Fekvése
A Csallóközben, Somorjától 12 km-re északkeletre fekszik.

## Története
A falu Vatha határában keletkezett, első írásos említése 1436-ból származik. A 16. században a nagymagyari uradalom része volt, a nagyszombati, a budai és pozsonyi klarisszáké, majd a rend feloszlatása után 1787-től a vallásalapé. A 19. században az Eszterházi és a Pálffy család birtoka. 1720-ban 10 adózója volt. 1828-ban 17 házában 128 lakos élt.
Vályi András szerint "Vajas Vatta. Magyar falu Pozsony Várm. földes Ura a’ Rel. Kintstár, lakosai katolikusok, fekszik Szászhoz, Csörge pusztához, és Olygyához is közel; szántóföldekből, és mezőjökből veszik jövedelmeket."
Fényes Elek szerint " Vatta (Vajas-), Poson m. magyar falu, egy fertálynyira az elébbi helységtől: 122 kath., 13 zsidó lak. F. u. gr. Eszterházy Vinczenő. Ut. p. Somorja."
Pozsony vármegye monográfiája szerint "Vajasvatta, csallóközi magyar kisközség, mindössze 25 házzal és 165 lakossal, a kik mind róm. katholikusok. Hajdan a nagyszombati Klarisszák birtoka volt, de az 1553-iki portális összeírásban a budai apáczák szerepelnek birtokosokként 6 portával. Később ismét a Klarisszáké lett, 1787-ben a vallásalapé, majd idővel az Esterházyak tulajdonába került, míg most Pálffy Béla grófnak van itt nagyobb birtoka. Temploma nincs a községnek, melynek postája és távírója Nagymagyar, a vasúti állomása pedig Szempcz."
1910-ben 153, túlnyomórészt magyar lakosa volt. A trianoni békeszerződésig Pozsony vármegye Somorjai járásához tartozott. 1938 és 1945 között újra Magyarország része volt.
1960-ban Nagymagyarhoz csatolták. A 2007-ben megtartott községi népszavazás eredményeként Csenkéhez csatlakozott. A csatlakozás tiszteletére módosították Csenke község címerét, melynek felső részében, a vörös háttérben ábrázolt agancs Vajasvatát jelképezi.

## Külső hivatkozások
- Nagymagyar község hivatalos oldala
- E-obce.sk Archiválva 2013. június 7-i dátummal a Wayback Machine-ben
- Községinfó[halott link]
- Vajasvata Szlovákia térképén